# ドイチェ・フースバルマイスターシャフト1910-1911
ドイチェ・フースバルマイスターシャフト 1910-1911 はドイツサッカー協会によって開催された第9回目のクラブチーム全国大会である。ベルリナーTuFCヴィクトリア1899が優勝し、2回目のドイチャー・フースバルマイスターの座に就いた。DFBは同時期にドレスデンで開催されていた1911年ドレスデン国際衛生博覧会の主催者たちから、同地で決勝戦を開催するよう誘いを受けていた。ベルリンから特別列車が多数運行された。

## 出場クラブ[2]
DFBに加盟する7協会の王者とプレーオフの勝者、計8クラブに出場権が与えられた。昨季と同じくベルリン球技クラブ協会には自動一枠が保証されたのに対して、マルクサッカー協会 (MFB)とベルリン陸上競技クラブ協会 (VBAV)の王者がプレーオフで対戦。MFB王者タスマニア・リクスドルフがVBAV王者ベルリナーSCを4－2で下し、出場を決めた。
| クラブ                       | 出場資格                                                             |
| SCリトゥアニア・ティルジット | バルティッシェ・フースバルマイスターシャフト1910-1911優勝            |
| FCアスカニア・フォアスト     | ズュートドイチェ・フースバルマイスターシャフト1910-1911優勝          |
| ベルリナーTuFCヴィクトリア89 | VBBベルリナー・フースバルマイスターシャフト1910-1911優勝             |
| TuFCタスマニア・リクスドルフ | メルキッシェ・フースバルマイスターシャフト1910-1911優勝              |
| VfBライプツィヒ (1893年)     | ミッテルドイチェ・フースバルマイスターシャフト1910-1911優勝          |
| FVホルシュタイン・キール     | ノルトドイチェ・フースバルマイスターシャフト1910-1911優勝            |
| デュイスブルガーSpV          | ヴェストドイチェ・フースバルマイスターシャフト1910-1911優勝          |
| カールスルーアーFV           | ズュートドイチェ・フースバルマイスターシャフト1910-1911優勝/前回王者 |

## 準々決勝
開催日： 1911年5月7日

会場：Ronhof (フュルト)、Alemannia-Platz (コットブス)、Platz des Bremer SC (ブレーメン)
| チーム #1                    | スコア | チーム #2                    |
| ---------------------------- | ------ | ---------------------------- |
| FVホルシュタイン・キール     | 3–1    | デュイスブルガーSpV          |
| カールスルーアーFV           | 4–0    | TuFCタスマニア・リクスドルフ |
| 'VfBライプツィヒ (1893年)    | 3–2    | FCアカスニア・フォルスト     |
| ベルリナーTuFCヴィクトリア89 | 中止   | SCリトゥアニア・ティルジット |

前回王者および今季南部リーグ王者のカールスルーアーFVは、マルク代表タスマニア・リクスドルフを4-0で一蹴した。KFVは17分カール・フェルデラーが先制点、その後タスマニアは70分まで一点ビハインドで耐えしのいだが、残り20分でフェルデラーの二点・ゴットフリート・フクスの一点と、さらに3ゴールを浴びて大敗した。
南東部代表アスカニア・フォアストは中部代表VfBライプツィヒに2-3で敗れた。ライプツィヒは22分にハンス・ドルゲが先制ゴール、前半終了間際フォルストのエミル・シュッツが同点にするが、終盤82分・83分とエミル・ファイラーに連続被弾。その二分後にフォアストはリヒャルト・コスヴィヒが一点差にするが、反撃はそこまでだった。
前回準優勝の北部代表ホルシュタイン・キールは、3-1で西部代表デュイスブルガーSpVを下した。前半はキールのエルンスト・メラーとデュイスブルクのハインリヒ・フィッシャーの得点で、1-1のまま終了。71分にメラーのこの日二点目で再度勝ち越し、89分にデンマーク人ソフス・ニールセンの追加点で差を広げ、キールが初戦を突破した。
リトゥアニア・ティルジットは、多数の選手が雇用主から休暇をもらえなかったので、ベルリン遠征を断念。対戦予定だったベルリナー・ヴィクトリアが、不戦勝でベスト4進出を決めた。

## 準決勝
開催日： 1911年5月21日

会場：Victoria-Platz (フランクフルト・アム・マイン)、シュポルトプラッツ・ホーエルフト (ハンブルク)
| チーム #1                    | スコア | チーム #2                |
| ---------------------------- | ------ | ------------------------ |
| VfBライプツィヒ (1893年)     | 2–0    | カールスルーアーFV       |
| ベルリナーTuFCヴィクトリア89 | 4–0    | FVホルシュタイン・キール |

VfBライプツィヒ-カールスルーアーFV戦は、ハインリヒ・リゾが39分に先制、エミル・ファイラーが69分に加点しライプツィヒが勝利した。ライプツィヒのMFカミッロ・ウギは攻守に大車輪の活躍を見せた一方、敗れたKFVは「中盤のマエストロ」マックス・ブロイニヒを欠いていた。
ベルリナー・ヴィクトリアはホルシュタイン・キールを4-0で下した。前半はパウル・クーグラーとヴィリ・ヴォアピツキー、後半はロベルト・クリューガーとヴォアピツキーが得点した。守備面では、MFパウル・フンダーがキールのFWソーフース・ニールセンに仕事をさせなかった。

## 決勝
| ベルリナーTuFCヴィクトリア89                | 3 - 1    | VfBライプツィヒ (1893年) |
| ------------------------------------------- | -------- | ------------------------ |
| ヴォアピツキー 42分, 88分 · クーグラー 52分 | レポート | リゾ 82分                |

| ベルリナーTuFCヴィクトリア89 |  |                                                   |  |
|                              |  |                                                   |  |
|                              |  | ラインホルト・ヴェルキシュ                        |  |
|                              |  | ヘルムート・レプナック                            |  |
|                              |  | パウル・フィッシャー (1882年生まれのサッカー選手) |  |
|                              |  | ヴィリ・クネーゼベック                            |  |
|                              |  | パウル・フンダー                                  |  |
|                              |  | アルバート・グラースマン                          |  |
|                              |  | オットー・ドゥムケ                                |  |
|                              |  | ヴィリー・ヴォアピツキー                          |  |
|                              |  | パウル・クーグラー                                |  |
|                              |  | ローバート・クリューガー                          |  |
|                              |  | ヘアマン・ガッセ                                  |  |
| 監督                         |  |                                                   |  |
|                              |  |                                                   |  |

| VfBライプツィヒ |  |                                       |  |
|                 |  |                                       |  |
|                 |  | ヨハネス・シュナイダー (サッカー選手) |  |
|                 |  | ハインリヒ・リゾ                      |  |
|                 |  | ローター・ルービン                    |  |
|                 |  | クアト・ヘッセ                        |  |
|                 |  | クアト・フィッシャー (サッカー選手)   |  |
|                 |  | ハンス・ドルゲ                        |  |
|                 |  | ヴィリー・フェルカー                  |  |
|                 |  | カール・ウーレ (サッカー選手)         |  |
|                 |  | カーミロ・ウーギ                      |  |
|                 |  | アーダルバート・フリードリヒ          |  |
|                 |  | エミル・ファイラー                    |  |
| 監督            |  |                                       |  |
|                 |  |                                       |  |

|  |  |

ベルリナー・ヴィクトリアとVfBライプツィヒは、互いに4度目の決勝進出である。ヴィクトリアは前半終了直前ヴィリ・ヴォアピツキーが先制点、52分にはパウル・クーグラーが追加点を挙げ2-0とリードする。ライプツィヒは82分に主将ハインリヒ・リゾが一点を返し、さらに同点を狙うも、後が続かない。88分にヴォアピツキーがこの日二点目を決めてスコアを3-1とし、そのまま終了した。ヴィクトリアに二回目のドイチェ・マイスターシャフト優勝をもたらした要因は、インサイドフォワード三人組の破壊力である。

## ベルリナーTuFCヴィクトリア1889のマイスターマンシャフト
| ベルリナーTuFCヴィクトリア1889 | |
|                                | - FW: ラインホルト・ヴェルキシュ (2試合/-得点) - DF: パウル・フィッシャー (1882年生まれのサッカー選手) (1/-), ヴィリ・ハーン (サッカー選手) (1/-), ヘルムート・レプナック (2/-) - MF: アールバート・グラースマン (2/-), パウル・フンダー (c) (2/-), ヴィリ・クネーゼベック (2/-) - FW: オットー・ドゥムケ (2/-), ヘアマン・ガッセ (2/-), ローバート・クリューガー (2/1), パウル・クーグラー (2/2), ヴィリー・ヴォアピツキー (2/4) - 監督: – |

## 得点ランキング[7]
| 選手 | 選手                                    | クラブ                       | 出場数 | 得点数 |
| ---- | --------------------------------------- | ---------------------------- | ------ | ------ |
| 1.   | ヴィリ・ヴォアピツキー                  | ベルリナーTuFCヴィクトリア89 | 2      | 4      |
| 2.   | フリッツ・フェアデラー                  | カールスルーアーFV           | 2      | 3      |
| 3.   | エーミル・ファイラー                    | VfBライプツィヒ              | 3      | 3      |
| 4.   | パウル・クーグラー                      | ベルリナーTuFCヴィクトリア89 | 2      | 2      |
| 4.   | エアンスト・メラー (サッカー選手)       | FVホルシュタイン・キール     | 2      | 2      |
| 4.   | ハインリヒ・リゾ                        | VfBライプツィヒ              | 2      | 2      |
| 7.   | ハインリヒ・フィッシャー (サッカー選手) | デュイスブルガーSpV          | 1      | 1      |
| 7.   | リヒャート・コースヴィヒ                | FCアスカニア・フォアスト     | 1      | 1      |
| 7.   | エミル・シュルツ (サッカー選手)         | FCアスカニア・フォルスト     | 1      | 1      |
| 10.  | ゴットフリート・フクス                  | カールスルーアーFV           | 2      | 1      |
| 10.  | ローバート・クリューガー                | ベルリナーTuFCヴィクトリア89 | 2      | 1      |
| 10.  | ソーフス・ニールセン                    | FVホルシュタイン・キール     | 2      | 1      |
| 13.  | リヒャート・ドルゲ                      | VfBライプツィヒ              | 3      | 1      |